# Zenillia prognosticans
Zenillia prognosticans är en tvåvingeart som först beskrevs av Walker 1859.  Zenillia prognosticans ingår i släktet Zenillia och familjen parasitflugor. Inga underarter finns listade i Catalogue of Life.